# 佐奇奧戰役
佐奇奧戰役（battle of Zonchio）為威尼斯共和國與鄂圖曼帝國於1499年8月12日爆發的一場海戰。結果是鄂圖曼帝國獲勝，鄂圖曼海軍成功完成對威尼斯殖民地－勒班陀要塞的海上包圍，並迫使其投降。

## 起因
自鄂圖曼帝國蘇丹穆罕默德二世晚年以來，威尼斯共和國與土耳其爆發了一系列的衝突，土耳其試圖掌握東地中海的控制權，欲降低威尼斯人在該領域的影響力，而威尼斯在外交途徑失敗後，與土耳其展開長達十六年的海上戰爭，戰爭行為包括雇用海盜互相劫掠沿海人口或商船，以及在海上爆發大小規模不一的零星衝突，威尼斯共和國在這段期間皆是孤軍與鄂圖曼帝國周旋，商業損失甚鉅，威尼斯共和國在基督教世界向來被視為利益至上的「牆頭草」、「叛教者」，基督教國家多半不願相助，其商業對手熱那亞與米蘭甚至為蘇丹獻謀劃策，不排除同時以陸路與海路並進夾攻威尼斯，但隨著穆罕默德二世於1481年的去世，此計畫便被擱置，新上任的蘇丹巴耶济德二世選擇與威尼斯共和國停戰，維持了約二十年的和平。但巴耶濟德二世的考量僅是因為其父長期投注在戰爭，耗費過多資源，國庫空虛需要時間休養生息，但基本國策仍然不變：帝國必須掌握地中海的控制權，不能容忍威尼斯人在蘇丹的眼皮底下妄為，威尼斯人長期壟斷東地中海貿易，手中握有無數戰略要地的海島與要塞，為鄂圖曼帝國的心腹之患，因此巴耶濟德二世秘密建立一支艦隊，試圖將威尼斯共和國徹底逐出希臘半島。

## 戰前情勢
土耳其官方對外宣稱正著手建立一支艦隊來清剿海盜，此舉引起威尼斯安插在君士坦丁堡間諜網的注意，安德烈·古利提是一位威尼斯糧食貿易商，同時他也將情報源源不絕地向威尼斯元老院報告：「蘇丹正在繼續集結艦隊。」定居於君士坦丁堡的外國人都被強制遷往加拉塔，但隔著金角灣仍可以清楚看到艦隊如火如荼的準備工作，他於一四九九年二月十六日的信件寫道：「艦隊即將在六月出發…水陸並進的強大力量，去向也不明。」各種間諜報告和信件湧入威尼斯，顯示巴耶濟德二世即將有大規模的軍事行動，儘管蘇丹表面不動聲色，仍熱情款待前來的威尼斯大使，並信誓旦旦表示永不背棄與威尼斯的和平條約。六月，君士坦丁堡的威尼斯商人被全部逐出，貨物被沒收，威尼斯安插的間諜不是被捕就是處死。據報告，土耳其艦隊於六月二十五日通過達達尼爾海峽，同時亦有一支龐大的陸軍向希臘半島推進，八月初，這支陸軍出現在威尼斯位於勒班陀的要塞外，由於勒班陀的城防相當堅固，希臘山區不利於火炮運送，鄂圖曼艦隊的任務便是運送火炮並進行海上封鎖，由於勒班陀是威尼斯共和國位於科林斯灣最具重要戰略意義的港口，於是威尼斯海軍司令安東尼奧·格里馬尼奉命前往攔截這支土耳其艦隊。

## 戰役經過
七月末，格里馬尼率領艦隊在希臘西南角發現鄂圖曼艦隊的蹤跡，試圖跟蹤並伺機攻擊。土耳其艦隊由兩位海盜出身的船長指揮－凱末爾·雷斯與布拉克·雷斯，鄂圖曼艦隊大約由兩百六十艘船組成，包含六十艘槳帆船、二十艘克拉克帆船，三十艘弗斯特戰船（小型槳帆船）和小船若干，艦隊除了搭載水手和槳手外，還搭載了大量禁衛軍，人數共約三萬五千名；相較之下格里馬尼的艦隊規模就小的多，九十五艘船，由槳帆船與克拉克帆船混編組成，兵力上約兩萬五千人，但格里馬尼自希臘水手那得知己方的重型船隻:克拉克帆船與重型槳帆船數量比對方來得多，因此志在必得地寫信向元老院報告：「諸位大人明鑑，蒙上帝洪恩，我們的艦隊勢必將贏得一場光榮的勝利！」。
即便土耳其人的艦隊比威尼斯人大得多，但他們的目的僅是護送兵源與火炮至勒班陀，沒有與威尼斯人在海上作戰的意願，因此刻意避免與威尼斯艦隊接觸，並小心翼翼地沿海岸線航行，七月二十四日，鄂圖曼艦隊進入薩皮恩札島的隆哥港（Longo）躲避，格里馬尼耐心的等候最佳時機：一股穩定的向岸風來臨，一四九九年八月十二日上午，鄂圖曼艦隊離開港灣，迎上一股強勁的向岸風，在威尼斯人口中所謂的「佐奇奧海灣」（今日希臘的皮洛斯灣）與威尼斯艦隊相遇，雙方隨即擺開陣勢。鄂圖曼艦隊處於下風處，在開闊水域排成長列；威尼斯方面由於船隻編組混雜，在指揮上困難重重，即便如此，格里馬尼決定以過往海戰經驗來佈陣：重型帆船和槳帆船在前鋒負責撕裂敵軍陣線，輕型槳帆船緊隨在後並等待時機出擊，並給予指揮官明確的指示：「要保持足夠間距、避免擠在一起或折斷船槳，盡量保持良好秩序。」格里馬尼為了約束軍紀，屢次重申膽敢爭搶戰利品者、臨陣脫逃者一概處以絞刑，由於艦隊中有不少船隻是被強徵而來的商船，這一定程度招致了許多怨言，在即將開戰前夕，一位不請自來的威尼斯航海家安德烈亞·洛雷丹闖入了戰場，要求參與戰事，安德烈亞·洛雷丹原駐防地在科孚島，此舉無疑破壞了軍紀，格里馬尼即便氣急敗壞，但仍將兩艘克拉克帆船的指揮權交予他，這兩艘船是艦隊中最大的船，每艘排水約一千兩百噸。格里馬尼不知此舉其實已造成了指揮體系的紊亂。
戰鬥由安德烈亞·洛雷丹率領的兩艘克拉克帆船向鄂圖曼艦隊最大噸位的船隻－布拉克·雷斯的旗艦進攻展開序幕，三艘船接近後，雙方打開舷側的炮口轟擊，或投擲標槍與箭矢；起初威尼斯艦隊佔居上風，鄂圖曼槳帆船試圖登上威尼斯的克拉克帆船，但船沿過高，攻勢屢屢受挫，許多鄂圖曼士兵落水，然而威尼斯艦隊卻沒有把握機會前進，任憑格里馬尼旗艦的喇叭聲大力督戰，卻僅有八艘船向前進攻，然而他們多半是輕型船，極易被砲火擊傷，其中一艘很快便被擊沉，這大大地削減了威尼斯艦隊的士氣。與此同時，安德烈亞·洛雷丹率領的兩艘克拉克帆船正與布拉克雷斯的旗艦纏鬥，將三艘船糾纏在一起難解難分，戰鬥近四個鐘頭，此時鄂圖曼旗艦疑似火藥庫發生爆炸，火勢將洛雷丹和布拉克·雷斯的船隻一同燒毀，兩者皆死於混戰之中。由於格里馬尼的指揮陷入混亂，威尼斯人對於落水的友軍營救上遠不及土耳其人，反觀土耳其即便旗艦著火，並沒有陷入混亂，反而一再發動猛烈攻勢並殺死不少落水的威尼斯人。據當時威尼斯槳帆船長多梅尼科·馬利皮耶羅於事後留下的紀錄顯示：「土耳其人用長船和雙桅帆船營救自己人，並屠殺我們的士兵，因為我們這一方並沒有表現出這樣的憐憫之心……對於我們共和國和基督教造成了巨大的恥辱和傷害。」
當天結束，失去戰意的威尼斯艦隊暫時撤退到外海，鄂圖曼艦隊即便受創嚴重但仍沿著海岸線朝勒班陀前進，威尼斯艦隊隨後伴隨著一小支增援的法蘭西艦隊，發動了幾次無力的反擊，但僅有幾隻戰船敢於進攻，擊沉土耳其八艘槳帆船。最終，鄂圖曼艦隊成功擺脫威尼斯艦隊的追擊，繞過最後一個海岬，進入了勒班陀港。

## 結果與影響
威尼斯海軍沒能成功阻止鄂圖曼海軍進入勒班陀港，該要塞守軍雖擊退了鄂圖曼陸軍的幾次進攻，但在得知鄂圖曼海軍逼近並封鎖港灣時，便喪失了戰鬥意志，不久便向土耳其人投降，威尼斯共和國於希臘半島最具戰略價值的勒班陀就此落入巴耶济德二世的手中。雖然威尼斯艦隊在此戰役中並未遭受重大損失，但其海戰的無力表現標誌著威尼斯對地中海控制力逐漸下滑，也象徵著鄂圖曼帝國向傳統的海洋共和國發起的首次挑戰獲得成功。
佐奇奧戰役對於往後地中海的海戰模式產生了一定影響，巨型帆船毀滅的慘烈景象，使人們在海戰的戰術上趨於保守，只敢循規蹈矩以槳帆船衝撞對方，並以白刃戰作為分出勝負的關鍵，火炮僅是船艦靠近時作為輔助武力使用。

## 外部連結
- John E. Dotson: Foundations of Venetian Naval Strategy from Pietro II Orseolo to the Battle of Zonchio（页面存档备份，存于）

1. ↑  Roger crowley. . 台北: 馬可孛羅文化. 2017: 417. ISBN 978-986-94104-6-5.
2. ↑  Roger crowley. . 台北: 馬可孛羅文化. 2017: 416. ISBN 978-986-94104-6-5.
3. ↑  Fisher, Sydney N. . . Chapter 6..
4. ↑  Roger crowley.  2017年第一版. 台北: 馬可孛羅文化. 2017: 434. ISBN 978-986-94104-6-5.